# Bóng rổ tại Đại hội Thể thao Đông Nam Á 2021
Bóng rổ là một trong những môn thể thao tranh tài tại Đại hội Thể thao Đông Nam Á 2021 ở Việt Nam, đã được tổ chức từ ngày 13 đến 22 tháng 5 năm 2022 (vì tình hình Đại dịch COVID-19 lúc đó diễn biến rất phức tạp tại các quốc gia Đông Nam Á), tại Nhà thi đấu Thanh Trì ở thành phố Hà Nội.
Môn bóng rổ tại Đại hội Thể thao Đông Nam Á 2021 có 4 nội dung gồm 5×5, và 3×3 cho đồng đội nam và nữ.

## Địa điểm
| Hà Nội                      |
| --------------------------- |
| Nhà thi đấu huyện Thanh Trì |
| Sức chứa: 1.086             |
|                             |

## Quốc gia tham dự
| Quốc gia          | Nam | Nam | Nữ  | Nữ  |
| Quốc gia          | 5×5 | 3×3 | 5×5 | 3×3 |
| ----------------- | --- | --- | --- | --- |
| Campuchia         | Yes | Yes | No  | Yes |
| Indonesia         | Yes | Yes | Yes | Yes |
| Malaysia          | Yes | Yes | Yes | Yes |
| Philippines       | Yes | Yes | Yes | Yes |
| Singapore         | Yes | Yes | Yes | Yes |
| Thái Lan          | Yes | Yes | Yes | Yes |
| Việt Nam          | Yes | Yes | Yes | Yes |
| Tổng cộng: 7 NOCs | 7   | 7   | 6   | 7   |

## Thể thức thi đấu
Hai đội trong một trận đấu sẽ cố gắng ghi điểm nhiều hơn đối thủ. Một cú ném rổ trong khu vực hai điểm có giá trị hai điểm, còn cú ném rổ được thực hiện từ phía sau vạch ba điểm sẽ có giá trị ba điểm. Mỗi trận đấu sẽ kéo dài bốn hiệp, mỗi hiệp 10 phút. Nếu hai đội hòa nhau khi kết thúc thời gian thi đấu, hai đội sẽ phải đấu hiệp phụ (overtime) kéo dài 60 giây.
Mỗi đội sẽ có hai lần hội ý trong hiệp 1, 3 lần trong hiệp 2 và 2 lần trong 2 phút cuối của trận đấu. Mỗi đợt tấn công chỉ kéo dài 24 giây (với nội dung 3x3 là 12 giây), hết thời gian tấn công, cầu thủ đội tấn công phải thực hiện tình huống ném rổ hoặc dứt điểm.

## Lịch thi đấu

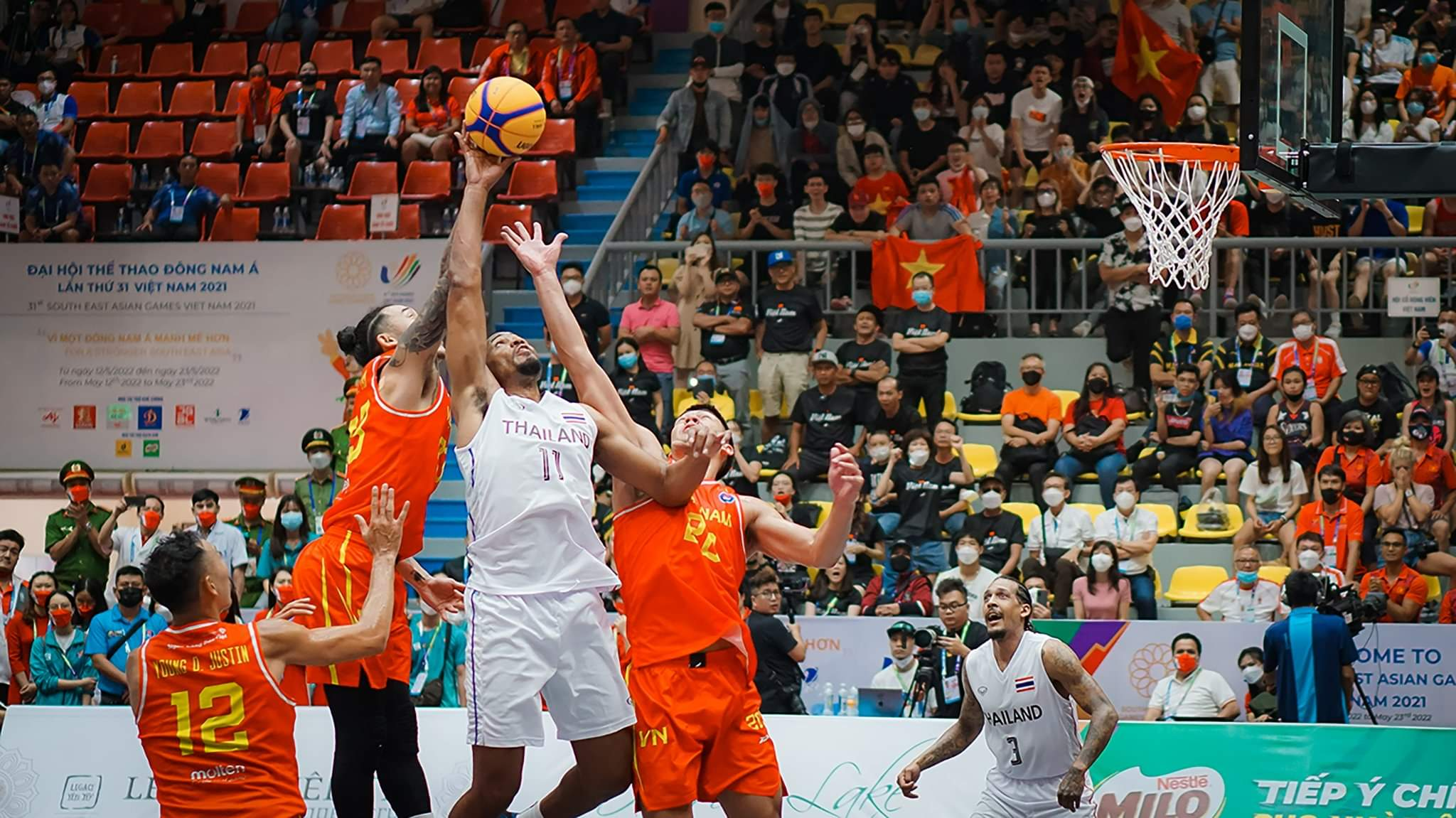
Hình ảnh mang tên "Vươn tới vì sao" được chụp trong trận đấu bóng rổ 3×3 giữa Việt Nam và Thái Lan.

Theo quyết định của Bộ Văn hóa, Thể thao và Du lịch, môn bóng rổ đã diễn ra từ ngày 13 tháng 05 đến hết ngày 22 tháng 05, với lịch thi đấu như sau:
- Bóng rổ 3x3 tranh tài vào hai ngày 13 tháng 05 và 14 tháng 05, trao huy chương vào ngày 14.

- Sau một ngày nghỉ để chuyển đổi sân thi đấu 3x3 thành 5x5, nội dung bóng rổ 5x5 diễn ra từ ngày 15 tháng 05 đến ngày 22 tháng 05, trao huy chương vào ngày 22.

### Bóng rổ 5x5
| Ngày  | Giờ         | Nội dung                |
| ----- | ----------- | ----------------------- |
| 16/05 | 09:00-21:00 | Thi đấu                 |
| 17/05 | 09:00-21:00 | Thi đấu                 |
| 18/05 | 09:00-21:00 | Thi đấu                 |
| 19/05 | 09:00-21:00 | Thi đấu                 |
| 20/05 | 09:00-21:00 | Thi đấu                 |
| 21/05 | 09:00-21:00 | Thi đấu                 |
| 22/05 | 09:00-21:00 | Thi đấu                 |
| 22/05 | 21:30       | Kết thúc và trao thưởng |

### Bóng rổ 3x3
| Ngày  | Giờ         | Nội dung    | Vòng                  |
| ----- | ----------- | ----------- | --------------------- |
| 13/05 | 09:00-17:00 | Thi đấu     | Vòng loại             |
| 14/05 | 09:00-14:00 | Thi đấu     | Vòng loại             |
| 14/05 | 14:30-16:00 | Thi đấu     | Bán kết               |
| 14/05 | 16:30-17:10 | Thi đấu     | Tranh huy chương Đồng |
| 14/05 | 17:10-18:00 | Thi đấu     | Chung kết             |
| 14/05 | 18:30       | Trao thưởng | Trao thưởng           |

## Danh sách huy chương
| Giải             | Vàng | Bạc | Đồng |
| ---------------- | --- | --- | --- |
| Giải đấu 5x5 nam | Indonesia · Andakara Prastawa · Hardianus Lakudu · Yudha Saputera · Abraham Damar Grahita · Agassi Goantara · Arki Dikania Wisnu · Brandon Jawato · Juan Laurent Kokodiputra · Dame Diagne · Derrick Michael Xzavierro · Vincent Rivaldi Kosasih · Marques Bolden            | Philippines · Thirdy Ravena · Kib Montalbo · Kiefer Ravena · Jaydee Tungcab · Moala Tautuaa · Isaac Go · June Mar Fajardo · Roger Pogoy · LeBron Lopez · Troy Rosario · William Navarro · Matthew Wright                                                                                      | Thái Lan · Antonio Price Soonthornchote · Teerawat Chanthachon · Chatpol Chungyampin · Frederick Lee Jones Lish · Nakorn Jaisanuk · Chanatip Jakrawan · Anasawee Klaewnarong · Pathiphan Klahan · Jakongmee Morgan · Moses Morgan · Nattakarn Muangboon · Jittaphon Towaroj |
| Giải đấu 5x5 nữ  | Philippines · Afril Bernardino · Ana Alicia Katrina Isidro · Angelica Marie Nomeron · Camille Izabel Policarpio · Clare Saquing · Elisha Gabriell Bade · Ella Fajardo · France Mae Cabinbin · Janine Pontejos · Katrina Guytingco · Marizze Andrea Beja · Stefanie Berberabe | Indonesia · Adelaide Callista Wongsohardjo · Agustin Gradita Retong · Clarita Antonio · Angelica Jennifer Candra · Dyah Lestari · Gabriel Sophia · Henny Sutjiono · Kadek Pratita Citta Dewi · Kimberley Pierre-Louis · Mega Nanda Perdana Putri · Nathania Claresta Orville · Yuni Anggraeni | Malaysia · Eugene Ting Chiau Teng · Yap Fook Yee · Pang Hui Pin · Renee Lee Jo Rynn · Rajintiran Kalamaithi · Toh Ke Hui · Chia Mun Yi · Nur Izzati binti Yaakob · Lee Phei Ling · Magdalene Low Phey Chyl · Tan Sin Jie · Foo Suet Ying · Saw Wei Yin · Chong Yin Yin      |
| Giải đấu 3×3 nam | Thái Lan · Chanatip Jakrawan · Frederick Lee Jones Lish · Moses Morgan · Antonio Price Soonthornchote | Việt Nam · Đinh Thanh Tâm · Justin Young · Chris Dierker · Võ Kim Bản | Philippines · Reymar Caduyac · Brandon Ganuelas-Rosser · Jorey Napoles · Marvin Hayes |
| Giải đấu 3×3 nữ  | Thái Lan · Kanokwan Prajuapsook · Rujiwan Bunsinprom · Warunee Kitraksa · Amphawa Thuamon | Việt Nam · Trương Thảo My · Trương Thảo Vy · Huỳnh Thị Ngoan · Trần Thị Anh Đào | Indonesia · Adelaide Callista Wongsohardjo · Dewa Ayu Made Sriartha Kusuma Dewi · Kimberley Pierre-Louis · Nathania Claresta Orville |

## Bảng tổng sắp huy chương
| Hạng               | Đoàn               | Vàng | Bạc | Đồng | Tổng số |
| ------------------ | ------------------ | ---- | --- | ---- | ------- |
| 1                  | Thái Lan           | 2    | 0   | 1    | 3       |
| 2                  | Indonesia          | 1    | 1   | 1    | 3       |
| 2                  | Philippines        | 1    | 1   | 1    | 3       |
| 4                  | Việt Nam           | 0    | 2   | 0    | 2       |
| 5                  | Malaysia           | 0    | 0   | 1    | 1       |
| Tổng số (5 đơn vị) | Tổng số (5 đơn vị) | 4    | 4   | 4    | 12      |